# Euxoa seliginis
Euxoa seliginis là một loài bướm đêm trong họ Noctuidae.